# Barbazan
Barbazan – miejscowość i gmina we Francji, w regionie Oksytania, w departamencie Górna Garonna.
Według danych na rok 1990 gminę zamieszkiwało 351 osób, a gęstość zaludnienia wynosiła 58 osób/km² (wśród 3020 gmin regionu Midi-Pireneje Barbazan plasuje się na 719. miejscu pod względem liczby ludności, natomiast pod względem powierzchni na miejscu 1407.).